# 貨物自動車運送事業法
貨物自動車運送事業法（かもつじどうしゃうんそうじぎょうほう、平成元年12月19日法律第83号）は、貨物自動車運送事業の運営を適正かつ合理的なものとするとともに、貨物自動車運送に関するこの法律およびこの法律に基づく措置の遵守等を図るための民間団体等による自主的な活動を促進することにより、貨物自動車運送事業の健全な発達を図り、もって公共の福祉の増進に資することに関する日本の法律である。
国土交通省物流・自動車局貨物流通事業課が所管し、同省道路局路政課、警察庁交通局交通企画課と連携して執行する。

## 構成
- 第1章 - 総則（第1条-第2条）
- 第2章 - 貨物自動車運送事業（第3条-第37条）
- 第3章 - 民間団体等による貨物自動車運送の適正化に関する事業の推進（第38条-第45条）
- 第4章 - 指定試験機関（第46条-第58条）
- 第5章 - 雑則（第59条-第69条）
- 第6章 - 罰則（第70条-第79条）
- 附則

## 貨物自動車運送事業
この法律において貨物自動車運送事業とは、一般貨物自動車運送事業、特定貨物自動車運送事業及び貨物軽自動車運送事業をいい、それぞれ以下のように定義されている。
一般貨物自動車運送事業
他人の需要に応じ、有償で、自動車（三輪以上の軽自動車及び二輪の自動車を除く。次項において同じ。）を使用して貨物を運送する事業であって、特定貨物自動車運送事業以外のものをいう。
特定貨物自動車運送事業
特定の者の需要に応じ、有償で、自動車を使用して貨物を運送する事業
貨物軽自動車運送事業
他人の需要に応じ、有償で、自動車（三輪以上の軽自動車及び二輪の自動車に限る。）を使用して貨物を運送する事業をいう。

### 改正
2024年4月に改正され2025年4月1日から施行された。「物流新法」とも称され、物流業界の2024年問題への対応のため物流総合効率化法と共に改正された。

## 資格
- 運行管理者「国家資格」
- 貨物運送業 
  - 一般貨物自動車運送事業
  - 特定貨物自動車運送事業
  - 貨物軽自動車運送事業
- 旅客運送業 
  - 一般貸切旅客自動車運送事業（観光バスなど）
  - 一般乗合旅客自動車運送事業（路線バスなど）
  - 一般乗用旅客自動車運送事業（タクシーなど）
  - 特定旅客自動車運送事業
  - 無償旅客自動車運送事業